# Prunus capollin
Prunus capollin là loài thực vật có hoa trong họ Hoa hồng. Loài này được Zucc. miêu tả khoa học đầu tiên năm 1831.